# Diskografie Alice Coopera
Následující seznam obsahuje kompletní diskografii amerického rockového umělce Alice Coopera.

## Studiová alba
Prvních sedm alb jsou od skupiny Alice Cooper, další alba jsou sólová.
- Pretties for You (1969)
- Easy Action (1970)
- Love It to Death (1971)
- Killer (1971)
- School's Out (1972)
- Billion Dollar Babies (1973)
- Muscle of Love (1973)
- Welcome to My Nightmare (1975)
- Alice Cooper Goes to Hell (1976)
- Lace and Whiskey (1977)
- From the Inside (1978)
- Flush the Fashion (1980)
- Special Forces (1981)
- Zipper Catches Skin (1982)
- DaDa (1983)
- Constrictor (1986)
- Raise Your Fist and Yell (1987)
- Trash (1989)
- Hey Stoopid (1991)
- The Last Temptation (1994)
- Brutal Planet (2000)
- Dragontown (2001)
- The Eyes of Alice Cooper (2003)
- Dirty Diamonds (2005)
- Along Came a Spider (2008)
- Welcome 2 My Nightmare (2011)
- Paranormal (2017)

## Koncertní alba
- The Alice Cooper Show (1977)
- A Fistful of Alice (1997)
- Alice Cooper: Brutally Live (CD+DVD set 2003)
- Live at Montreux 2005 (CD+DVD set 2006)

- Ladies Man (1988) – neautorizované vydání; kolekce písní z Toronto Music Festival 1969
- Live at the Whiskey A Go-Go, 1969 (1991)
- Live at Cabo Wabo '96 (2005)

## Singly
Všechna oficiální vydání v US a UK:
- Reflected (1969)
- I'm Eighteen (1970)
- Caught In A Dream (1971)
- Under My Wheels (1971)
- Be My Lover (1972)
- School's Out (1972)
- Elected (1972)
- Hello, Hooray (1973)
- No More Mr. Nice Guy (1973)
- Billion Dollar Babies (1973)
- Teenage Lament '74 (1973)
- Muscle of Love (1974)
- I'm Eighteen (Greatest Hits remix) (1974)
- Only Women Bleed (1975)
- Department of Youth (1975)
- Welcome to My Nightmare (1975)
- I Never Cry (1976)
- You and Me (1977)
- (No More) Love at Your Convenience (1977)
- How You Gonna See Me Now (1978)
- From the Inside (1979)
- Clones (We're All) (1980)
- Talk Talk (1980)
- You Want It, You Got It (1981)
- Seven & Seven Is (1982)
- For Britain Only (1982)
- I Am The Future (1982)
- I Like Girls (1982)
- I Love America (1983)
- He's Back (The Man Behind the Mask) (1986)
- Teenage Frankenstein (1987)
- Freedom (1987)
- Poison (1989)
- Bed of Nails (1989)
- House of Fire (1989)
- Only My Heart Talkin' (1990)
- Hey Stoopid (1991)
- Love's a Loaded Gun (1991)
- Feed My Frankenstein (1992)
- Lost in America (1994)
- It's Me (1994)
- Gimme (2000)
- Keepin' Halloween Alive (2009)

## Kompilace
- School Days: The Early Recordings (1973)
- Alice Cooper's Greatest Hits (1974) (US #8)
- To Hell And Back: Alice Cooper's Greatest Hits (1985)
- Prince of Darkness (1989)
- The Beast Of Alice Cooper (1989)
- Classicks (1995)
- A Nice Nightmare (1997)
- Freedom For Frankenstein: Hits & Pieces 1984–1991 (1998)
- Super Hits (1999)
- The Life and Crimes of Alice Cooper (4-disc box set) (1999)
- The Best of Alice Cooper (2001)
- The Definitive Alice Cooper (2001)
- The Essentials: Alice Cooper (2002)
- Hell Is (2002)
- He's Back (2003)
- Poison (2003)
- School's Out and Other Hits (2004)
- Pick Up The Bones (2007)

## DVD Audio
- Billion Dollar Babies (Rhino, 2001)
- Welcome To My Nightmare (Rhino, 2001)

## Audiobook (CD)
- Alice Cooper: Golf Monster (Abridged) (Random House Audio, May 1, 2007)

4CD audio verze knihy napsané a čtené autorem.

## Videografie

### DVD a VHS
- Good To See You Again, Alice Cooper (1974)
- Welcome to My Nightmare (1976)
- The Nightmare Returns (1987)
- Trashes the World|Alice Cooper Trashes The World (1990)
- Prime Cuts: The Alice Cooper Story (1991, 2-disc set 2001)
- British Rock Symphony (2000)
- Brutally Live (2000, DVD+CD set 2003)
- Live At Montreux 2005 (DVD+CD set 2006)

### Pouze VHS
- Alice Cooper: The Nightmare (1975)
- Alice Cooper and Friends (1977)
- The Strange Case of Alice Cooper (1979)
- Video Trash (1989)